# 아우터 월드
《아우터 월드》(영어: The Outer Worlds)는 옵시디언 엔터테인먼트가 개발하고 프라이빗 디비전이 배급한 액션 롤플레잉 게임이다. 이 게임은 2019년 10월 25일 플레이스테이션 4, 엑스박스 원, 마이크로소프트 윈도우용으로 출시되었으며 나중에 닌텐도 스위치 버전이 출시되었다. 이 게임은 비평가들로부터 대체적으로 호의적인 평가를 받았다.

## 게임플레이
아우터 월드는 일인칭 관점의 액션 롤플레잉 게임이다. 게임 초기에 플레이어는 자신만의 캐릭터를 만들고 게임의 중심 허브 공간의 역할을 하는 선박을 언락할 수 있다. 플레이어가 이 배를 직접 컨트롤하지 못하더라도 플레이어의 영구적인 인벤토리 공간으로서 게임 내 각기 다른 지역에 접근할 수 있는 패스트 트래블 포인트 역할을 수행하게 된다. 플레이어는 자신만의 미션과 스토리를 지닌 동료로서 논플레이어 캐릭터와 마주치고 모집할 수 있다.

## 평가
아우터 월드는 리뷰 애그리게이터 메타크리틱에 따르면 대체적으로 호의적인 평가를 받았다. 게임의 판매량은 200만 부 이상으로, 배급사의 예상치를 넘어섰다.